# ناحیه صنعتی
ناحیه صنعتی، روستایی از توابع بخش مرکزی شهرستان تنکابن در استان مازندران ایران است.

## جمعیت
این روستا در دهستان گلیجان قرار دارد و براساس سرشماری مرکز آمار ایران در سال ۱۳۸۵، جمعیت آن زیر سه خانوار بوده‌است.